# Płonica Śląska
Płonica Śląska − nieczynny przystanek osobowy w Płonicy, w Polsce, w województwie dolnośląskim, w powiecie ząbkowickim, w gminie Złoty Stok. Przystanek został otwarty w dniu 3 listopada 1900 roku razem z linią kolejową z Kamieńca Ząbkowickiego. Do 1989 roku był na niej prowadzony ruch osobowy. W 1997 roku został zawieszony ruch towarowy.